# Pedro Paulo Diniz
Pedro Paulo Falleiros dos Santos Diniz (San Paolo, 22 maggio 1970) è un ex pilota automobilistico brasiliano.

## Carriera
Pedro Paulo Diniz nacque in una delle famiglie più ricche del Brasile: il padre Abílio era infatti proprietario della Companhia Brasileira de Distribuição, tra i maggiori gruppi GDO sudamericani. Dal padre ereditò la passione per l'automobilismo, in cui riuscí a "farsi strada" principalmente grazie al cospicuo patrimonio personale: in particolare la società paterna stipulò un accordo con la filiale brasiliana della Parmalat, stabilendo che per ogni prodotto del gruppo caseario venduto in un proprio negozio, venissero devoluti 10 centavos in sponsorizzazione al giovane Pedro.
La raccolta economica si rivelò milionaria e Diniz, forte della propria "dote", gareggiò quindi nei kart, in Formula Ford, in Formula 3 e in Formula 3000, senza risultati di particolare rilievo. Durante la permanenza in F3, peraltro, fu vittima di un grave incidente. Il patrimonio personale gli valse comunque l'esordio in Formula 1, nel 1995, con la scuderia Forti. 

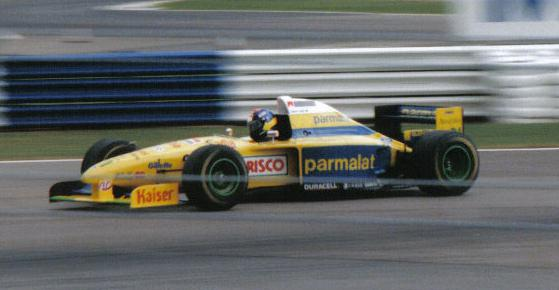
Diniz nel 1995 impegnato con la Forti nel Gp di Gran Bretagna

Dopo una stagione con modesti risultati, anche a causa di una vettura poco competitiva, nel 1996 passò alla Ligier, con cui ottenne i suoi primi due punti grazie ai sesti posti nei GP di Spagna e Italia, (mentre il compagno di squadra Olivier Panis vinse il Gp di Montecarlo e ottenne in totale 13 punti nella stagione). Nel Gran Premio d'Argentina inoltre la sua vettura si incendiò, appena dopo aver effettuato un pit stop, perché il serbatoio era stato chiuso male, ma fortunatamente Diniz uscì illeso dall'incidente.
Nel 1997 seguì il patron Tom Walkinshaw dalla Ligier alla Arrows, dove affiancò il campione del mondo in carica Damon Hill, il cui cospicuo stipendio poté essere onorato soprattutto grazie agli sponsor di Diniz. La stagione fu però costellata di ritiri, ben cinque nelle prime sei gare e 11 in tutta la stagione: il pilota brasiliano raccolse come unico risultato un 5º posto al Nürburgring conquistando così solo due punti (contro i sette del compagno di squadra), ma nell'ultima parte di stagione riuscì a giungere più spesso al traguardo, sfiorando anche i punti in Belgio, gara in cui la Arrows festeggiò il suo 300º GP. Diniz ottenne quindi la riconferma per il 1998, in cui ottenne un 6º posto a Monaco e un 5º in Belgio, chiudendo così a parimerito con il nuovo compagno di squadra Mika Salo.
Nel 1999 passò alla Sauber, con cui visse una stagione difficile, costellata da ben 12 ritiri in 16 gare, anche se diversi furono causati da guasti meccanici o incidenti per colpa di altri piloti: fra questi viene ricordato soprattutto quello al via del Gran Premio d'Europa in cui la sua auto si capovolse alla prima chicane distruggendo il roll-bar e lasciando il pilota brasiliano intrappolato per alcuni secondi; ciononostante Diniz riuscì a raccogliere tre punti, frutto dei sesti posti in Canada, in Inghilterra e in Austria, che gli valsero la conferma da parte del team svizzero per la stagione successiva in cui fece nuovamente coppia con Salo.
Ancora provato però dall'incidente del Nürburgring, il pilota paulista visse un 2000 molto difficile in cui non riuscì più a impegnarsi il 100% e, complici alcuni guasti e incidenti, questa volta non riuscì a conquistare neanche un punto iridato (contro i 6 di Salo) venendo così appiedato dalla Sauber al termine della stagione. Nel frattempo però, già dalla fine di agosto, Diniz e suo padre avevano iniziato a contrattare con Alain Prost per entrare nella società della scuderia Prost Grand Prix: la trattativa si concluse a inizio autunno con l'acquisto del 40% delle quote del team francese, a cui venne garantita anche la sponsorizzazione della Parmalat, lasciando presupporre l'ingaggio del pilota di San Paolo come seconda guida per il 2001 a fianco di Jean Alesi. In realtà Pedro era ormai stanco e demotivato, e d'altro canto la situazione economica della Prost si era aggravata durante l'inverno dopo l'abbandono di tutti i vecchi sponsor, rendendo quindi necessario assumere un nuovo pilota pagante.
Il brasiliano decise così di ritirarsi per dedicarsi esclusivamente all'incarico di manager assieme al padre, il cui intento era di rilevare l'intero pacchetto azionario della Prost: purtroppo però le trattative si bloccarono nel settembre del 2001 quando Alain Prost rifiutò l'offerta fatta dai Diniz, che decisero quindi di uscire dalla società, condannando di fatto la squadra alla bancarotta (avvenuta nel gennaio 2002). Da quel momento fino al 2006 Pedro ha gestito una sua scuderia nella Formula Renault brasiliana.

## Risultati completi in Formula 1
| 1995 | Scuderia | Vettura |    |    |    |     |    |     |     |     |     |     |    |   |    |    |    |     |   | Punti | Pos. |
| ---- | -------- | ------- | -- | -- | -- | --- | -- | --- | --- | --- | --- | --- | -- | - | -- | -- | -- | --- | - | ----- | ---- |
| 1995 | Forti    | FG01    | 10 | NC | NC | Rit | 10 | Rit | Rit | Rit | Rit | Rit | 13 | 9 | 16 | 13 | 17 | Rit | 7 | 0     |      |

| 1996 | Scuderia | Vettura |    |   |     |    |   |     |   |     |     |     |     |     |     |   |     |     |  | Punti | Pos. |
| ---- | -------- | ------- | -- | - | --- | -- | - | --- | - | --- | --- | --- | --- | --- | --- | - | --- | --- |  | ----- | ---- |
| 1996 | Ligier   | JS43    | 10 | 8 | Rit | 10 | 7 | Rit | 6 | Rit | Rit | Rit | Rit | Rit | Rit | 6 | Rit | Rit |  | 2     | 15º  |

| 1997 | Scuderia | Vettura |    |     |     |     |     |     |   |     |     |     |     |   |     |    |   |    |     | Punti | Pos. |
| ---- | -------- | ------- | -- | --- | --- | --- | --- | --- | - | --- | --- | --- | --- | - | --- | -- | - | -- | --- | ----- | ---- |
| 1997 | Arrows   | A18     | 10 | Rit | Rit | Rit | Rit | Rit | 8 | Rit | Rit | Rit | Rit | 7 | Rit | 13 | 5 | 12 | Rit | 2     | 16º  |

| 1998 | Scuderia | Vettura |     |     |     |     |     |   |   |    |     |     |     |    |   |     |     |     |  | Punti | Pos. |
| ---- | -------- | ------- | --- | --- | --- | --- | --- | - | - | -- | --- | --- | --- | -- | - | --- | --- | --- |  | ----- | ---- |
| 1998 | Arrows   | A19     | Rit | Rit | Rit | Rit | Rit | 6 | 9 | 14 | Rit | Rit | Rit | 11 | 5 | Rit | Rit | Rit |  | 3     | 14º  |

| 1999 | Scuderia | Vettura |     |     |     |     |     |   |     |   |   |     |     |     |     |     |     |    |  | Punti | Pos. |
| ---- | -------- | ------- | --- | --- | --- | --- | --- | - | --- | - | - | --- | --- | --- | --- | --- | --- | -- |  | ----- | ---- |
| 1999 | Sauber   | C18     | Rit | Rit | Rit | Rit | Rit | 6 | Rit | 6 | 6 | Rit | Rit | Rit | Rit | Rit | Rit | 11 |  | 3     | 14º  |

| 2000 | Scuderia | Vettura |     |    |   |    |     |   |     |    |    |   |     |     |    |   |   |    |     | Punti | Pos. |
| ---- | -------- | ------- | --- | -- | - | -- | --- | - | --- | -- | -- | - | --- | --- | -- | - | - | -- | --- | ----- | ---- |
| 2000 | Sauber   | C19     | Rit | WD | 8 | 11 | Rit | 7 | Rit | 10 | 11 | 9 | Rit | Rit | 11 | 8 | 8 | 11 | Rit | 0     | 18º  |

| Legenda | 1º posto     | 2º posto | 3º posto    | A punti         | Senza punti/Non class.  | Grassetto – Pole position Corsivo – Giro più veloce |
| Legenda | Squalificato | Ritirato | Non partito | Non qualificato | Solo prove/Terzo pilota | Grassetto – Pole position Corsivo – Giro più veloce |